# Trùng hợp
Sự trùng hợp (tiếng Anh: Coincidence) là sự xảy ra đồng thời đáng chú ý của các sự kiện hoặc hoàn cảnh mà giữa chúng không có mối quan hệ nhân quả rõ ràng. Nhiều tuyên bố mang tính siêu nhiên, huyền bí, hoặc tâm linh có thể xuất phát từ nhận thức về những sự trùng hợp "phi thường", đáng chú ý. Điều này cũng có thể dẫn đến niềm tin vào thuyết định mệnh, một chủ nghĩa cho rằng các sự kiện sẽ xảy ra một cách chính xác theo một kế hoạch đã định trước. Nói chung, nhận thức về sự trùng hợp do sự thiếu một lời giải thích xác đáng, có thể là mối liên hệ đến tâm lý và triết lý dân gian. Từ quan điểm thống kê, các sự trùng hợp là không thể tránh khỏi và thường ít đáng chú ý hơn cách trực giác nhìn nhận chúng. Sự trùng hợp thường là những biến cố với xác suất bị đánh giá thấp. Một ví dụ điển hình là bài toán ngày sinh, cho thấy rằng xác suất để có thể tìm được hai người có cùng ngày sinh nhật đã vượt quá 50% trong một nhóm chỉ gồm có 23 người.

## Từ nguyên
Từ "coincidence" được sử dụng lần đầu tiên là vào những năm 1605 với ý nghĩa là "sự tương ứng chính xác về nội dung hoặc bản chất", từ coincidence, xuất phát từ coincider trong tiếng Pháp, với căn nguyên tiếng Latin Trung Cổ coincidere. Định nghĩa của từ được phát triển vào những năm 1640, trở thành "sự xảy ra hoặc tồn tại đồng thời". Từ này được đưa đến người đọc tiếng Anh vào những năm 1650 bởi Sir Thomas Browne, trong A Letter to a Friend (những năm 1656, xuất bản năm 1690) và trong bài đàm luận của ông The Garden of Cyrus (1658).

## "Tính đồng nhịp"
Nhà tâm thần học người Thụy Sĩ, Carl Jung đã phát triển một học thuyết khẳng định rằng các sự trùng hợp xảy ra là do cái mà ông gọi là "tính đồng nhịp" (synchronicity) hay đồng phương tương tính, được ông định nghĩa là một "nguyên lý liên hệ phi nhân quả." hay nguyên lý trùng ứng, nguyên tắc kết nối phi nhân quả. 
Học thuyết Jung-Pauli về "tính đồng nhịp", được thành lập bởi một nhà tâm lý và một nhà vật lý, cả hai đều nổi trội trong ngành của họ; có lẽ đại diện cho sự rời xa triệt để nhất khỏi thế giới quan của khoa học cơ học trong thời đại chúng ta. Tuy nhiên, họ không phải là những người đầu tiên, đi trước họ là nhà sinh vật học người Áo Paul Kammerer, người đã có những ảnh hưởng đáng kể tới Jung, và là một thiên tài ngông cuồng đã tự sát vào năm 1926, ở tuổi bốn mươi nhăm.— Arthur Koestler, Nguồn gốc của sự trùng hợp
Một trong những niềm đam mê của Kammerer là thu thập những sự trùng hợp. Ông đã xuất bản một cuốn sách có tiêu đề Das Gesetz der Serie (Quy luật của sự đồng loạt), chưa được dịch sang tiếng Anh. Trong cuốn sách này, ông đã thuật lại 100 hoặc hơn những câu chuyện về các sự trùng hợp mà đã khiến ông hình thành học thuyết về sự đồng loạt của mình.
Ông mặc nhiên công nhận rằng tất cả mọi sự kiện đều có mối liên hệ với nhau bởi những làn sóng của "sự đồng loạt". Kammerer được biết là đã viết ghi chú trong các công viên công cộng bao nhiêu người qua lại, và bao nhiêu trong số họ mang theo ô, v.v. Albert Einstein đã nói rằng ý tưởng về tính đồng loạt là "thú vị và không phải là phi lý." Carl Jung đã dựa vào công trình của Kammerer trong cuốn sách Synchronicity của ông.
Một sự trùng hợp thiếu mối liên quan nhân quả rõ ràng. Trùng hợp có thể mang tính đồng nhịp, tức là trải nghiệm của các sự kiện không có liên quan nhân quả, nhưng sự xảy ra đồng thời của chúng lại mang ý nghĩa đối với người quan sát chúng. Để được coi là sự đồng nhịp, các sự kiện phải không có khả năng xảy ra đồng thời một cách ngẫu nhiên, nhưng điều này thường bị nghi vấn bởi vì thường có một xác suất, cho dù nhỏ tới cỡ nào, chỉ cần nó khác không thì trong số lượng lớn các cơ hội, những sự trùng hợp như vậy có thể xảy ra, xem quy luật số thực sự lớn.
Một số học giả hoài nghi (chẳng hạn, Georges Charpak và Henri Broch) cho rằng tính đồng nhịp chẳng qua chỉ là một ví dụ của hiệu ứng tâm lý apophenia. Họ lập luận rằng lý thuyết xác suất và thống kê (một ví dụ minh họa là định luật Littlewood) là đủ để giải thích những sự trùng hợp đáng chú ý.
Charles Fort cũng đã tổng hợp hàng trăm các ghi chép về những sự trùng hợp đáng quan tâm và những hiện tượng dị thường khác.

## Quan hệ nhân quả
Phương pháp phổ biến nhất để phân biệt sự trùng hợp ngẫu nhiên với các sự kiện có quan hệ nhân quả là đo và so sánh xác suất của một loạt các sự trùng hợp.
Một người ít kinh nghiệm toán học dường như có nhận thức sâu sắc hơn một chuyên gia về nghịch lý cơ bản của lý thuyết xác suất, cái đã làm các triết gia bối rối kể từ khi Pascal khởi xướng ngành khoa học đó [năm 1654]... Nghịch lý bao gồm, nói một cách nôm na, điều rằng lý thuyết xác suất có thể dự đoán với độ chính xác kỳ lạ kết quả tổng thể của những quá trình được tạo thành bởi những diễn biến riêng biệt, mà bản thân mỗi chúng là không thể dự đoán được. Nói cách khác, chúng ta quan sát được nhiều sự ngẫu nhiên tạo thành một sự chắc chắn, nhiều biến cố cơ hội tạo ra một kết quả xác đáng.— Arthur Koestler, Nguồn gốc của sự trùng hợp

Thiết lập mối quan hệ nhân quả giữa các sự kiện được biết đến là một việc không dễ dàng, như được thể hiện qua câu nói phổ biến rằng "sự tương quan không suy ra sự nhân quả". Trong thống kê, người ta thường chấp nhận rằng các nghiên cứu quan sát chỉ có thể đưa ra những gợi ý nhưng không thể thiết lập quan hệ nhân quả. Tuy nhiên, xét về nghịch lý xác suất (được nêu trên trong trích dẫn của Koestler), dường như nếu tập hợp các sự trùng hợp càng lớn thì sự chắc chắn càng tăng và càng có vẻ rằng có một nguyên nhân đằng sau một sự trùng hợp đáng chú ý.
... cái chúng tôi [các nhà thống kê] quan tâm chỉ là thao tác đối với sự không chắc chắn, không phải là bản thân vấn đề không chắc chắn. Do đó, chúng tôi không nghiên cứu cơ chế tại sao trời mưa, chỉ nghiên cứu rằng trời có mưa hay không.— Dennis Lindley, "Triết học của thống kê," Tạp chí của Hiệp hội Thống kê Hoàng gia (Series D, 2000)
Không có gì đáng ngạc nhiên nếu trong một quá trình dài, khi hành trình của thần vận may đi chỗ này tới chỗ kia, nhiều sự trùng hợp sẽ tự nhiên xảy ra.— Plutarchus, Cuộc đời các danh nhân Hy Lạp và La Mã, tập II, "Sertorius"